# كانتون زامورا
كانتون زامورا (بالإنجليزية: Zamora Canton)‏ هو كانتون في الإكوادور، يتبع مقاطعة زامورا تشينتشيبه، عاصمته زامورا (الإكوادور).